# Воронуха (деревня)
Ворону́ха — деревня в Конаковском районе Тверской области. Входит в состав Дмитровогорского сельского поселения.

## География
Находится в юго-восточной части Тверской области на расстоянии приблизительно 16 км на восток по прямой от районного центра города Конаково.

## История
В 1859 году здесь (деревня Корчевского уезда Тверской губернии) было учтено 14 дворов.

## Население
Численность населения: 119 человек (1859 год), 13 (русские 61 %, чуваши 31 %) в 2002 году, 8 в 2010.